# پوراو راجا
 پوراو راجا (انگلیسی: Purav Raja؛ زادهٔ ۷ دسامبر ۱۹۸۵) یک تنیس‌باز اهل هند است. 